# Andrés Calamaro
Andrés Calamaro Masel (né le 22 août 1961 à Buenos Aires) est un musicien, compositeur, interprète et producteur argentin. Il est considéré comme l’un des plus grands artistes du rock argentin. Il a fait partie de groupes musicaux tels que Los Abuelos de la Nada et Los Rodríguez. C’est un artiste prolifique qui a composé plusieurs chansons importantes pour le rock en espagnol. Il est considéré par la presse comme « le Maradona de la musique populaire ».

## Biographie

### Débuts
Calamaro fait ses débuts au clavier avec le groupe musical Raíces qui édite l’album B.O.V. Dombe en 1978. Plus tard, pendant sa jeunesse, il commence les études de droit, mais finalement il se consacre complètement à la musique.

### Los Abuelos de la Nada et carrière solo
L’artiste s’intègre dans le groupe de rock Los Abuelos de la Nada au début des années 1980. Grâce à la confiance de Miguel Abuelo, Calamaro compose ses propres chansons et les chante ; il obtient ainsi très rapidement une grande popularité en tant que compositeur. En 1982, le premier disque des Abuelos sort sur le marché et, un an plus tard, c’est le tour de l’album Vasos y Besos. En 1984, il lance son premier disque comme soliste : Hotel Calamaro produit par Charly García. Cette année-là, le dernier album studio signé par Calamaro avec Los Abuelos, appelé Himno de mi Corazón, est mis à la vente. Cet album, comme les autres, obtient un grand succès. En 1985, l’artiste se sépare des Abuelos et publie un disque plus personnel et expérimental, dénommé Vida cruel. Néanmoins, le succès obtenu avec son ancien groupe n’est pas au rendez-vous.
Plus tard, il fonde une société musicale avec le musicien Ariel Rot. L’artiste enregistre alors deux albums en solo, intitulés Por mirarte et Nadie sale vivo de aquí sortis sur le marché respectivement en 1988 et 1989. Andrés part en tournée avec son groupe, et en 1994, où l’album Live in Ayacucho ‘88 est enregistré à partir d'un de ses concerts.

### Los Rodríguez
Vers le printemps 1990, Calamaro part en Espagne pour fonder le groupe Los Rodríguez. Le groupe édite trois albums enregistrés en studio : Buena suerte, Sin documentos et Palabras más, palabras menos ainsi qu’un album en concert Disco pirata. L’album Buena suerte, qui sort en 1991, obtient un grand succès à Buenos Aires. Il contient la chanson Mi enfermedad, considérée comme un classique du rock et grâce à laquelle Los Rodriguez est connu dans la plupart des pays de l’Amérique du Sud. Le troisième disque intitulé Sin documentos, publié en 1993, comprend deux des chansons les plus importantes du groupe : Dulce condena et Sin documentos. Le quatrième album, Palabras más, palabras menos, édité en 1995, obtient le plus grand succès du groupe, grâce auquel Los Rodriguez partent en tournée autour de l’Espagne et en Amérique et atteignent le sommet du rock en espagnol. Ce dernier album contient le morceau Mucho mejor, l’un des plus populaires du groupe.
Le compositeur, qui ne peut pas arrêter sa capacité créative, continue la composition de chansons en même temps qu’il est intégré dans Los Rodriguez. Il édite deux volumes de la série Grabaciones encontradas publiés en 1993 et 1996 respectivement. À ce moment-là, les problèmes entre les membres des Los Rodriguez commencent, car il y a des différences artistiques entre Andrés, qui compose les chansons et les autres. Une année plus tard, après avoir publié l’album Palabras más, palabras menos, en 1996, ils décident de se séparer. Alors, ils réalisent une compilation qui recueille leurs meilleurs morceaux, intitulé Hasta luego, disque qui obtient un grand succès commercial et qui les fait sortir en tournée autour de l'Espagne avec Joaquín Sabina.

### Retour à la carrière solo
En 1997, l’artiste enregistre aux États-Unis son nouveau travail en solo, intitulé Alta suciedad qui comprend les morceaux Flaca et Loco entre autres. L’album dépasse les 500 000 exemplaires vendus, ce qui en fait le deuxième disque le plus vendu du rock argentin. Dans un laps de temps de 6 mois, entre la fin 1998 et le milieu 1999, Calamaro compose plus de 100 chansons parmi lesquelles uniquement 37 sont éditées dans l’album Honestidad brutal, qui est selon certains critiques le meilleur album de l’artiste.
En 2000, l’artiste revient en Espagne pour enregistrer les 103 chansons, présentées dans le travail El Salmón, album historique qui comprend cinq CD. Les morceaux de El Salmón traitent de l’amour et de la vie à contre-courant, et ils dégagent une aigre mélancolie. Il s’agit d’un album très long et complexe et grâce auquel Calamaro est surnommé El Salmón.

### 2004–2009

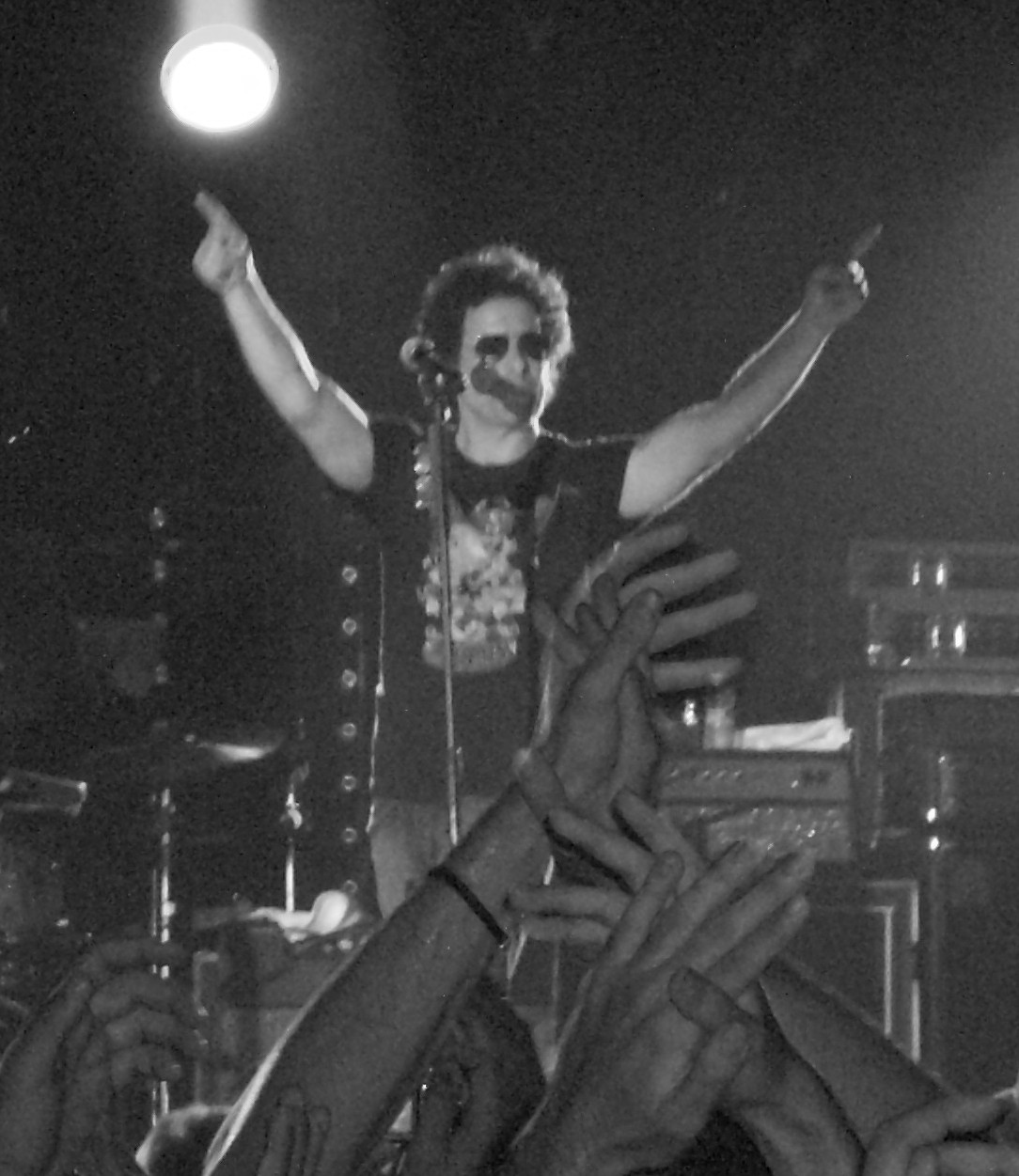
Calamaro au Razzmatazz en 2008.

À ce moment-là, Calamaro se déclare en faveur de la libre circulation de la musique sur le Net, et il commence à créer des sites sur Internet où il publie le matériel produit dans un studio domestique. Un peu plus tard, Radio Salmón Vaticano est fondée sur son site web officiel pour assurer la qualité totale de ses enregistrements. En février 2004, El Salmón édite l’album El cantante, avec versions des boléros et morceaux du recueil de chansons latino-américaines. En plus, il ajoute plusieurs morceaux qui circulaient sur son site officiel, comme la chanson Estadio azteca.
Le 22 mai 2006, l’album Tinta roja composé de dix tangos est sorti sur le marché. Ensuite, Andrés Calamaro obtient le Gardel d’or et trois distinctions pour son album El regreso, album créé à partir d’un concert ayant eu lieu en avril 2005. En plus, il obtient le prix à la meilleure interprétation de l’année pour Tuyo siempre, le prix au meilleur album d’artiste masculin de rock et au meilleur dessin de pochette. Depuis mai 2006, l’artiste réalise plusieurs concerts aux côtés d’Ariel Rot en interprétant des chansons de Los Rodríguez. La même année, le disque El palacio de las flores enregistré avec le groupe de Litto Nebia, La Luz, est lancé sur le marché.
En janvier 2007, Calamaro est père pour première fois d’une petite fille, avec l’actrice Julieta Cardinali. Pendant cette année-là, il est reconnu comme la personnalité de l’année en Argentine lors d’une cérémonie hommage. Plus tard, en septembre, l’album La lengua popular est publié. Celui-ci est peut-être l’album le plus commercial de l’artiste, et grâce à lui, en mars 2008, il gagne pour deuxième fois le Carlos Gardel d’or et, en plus, autres cinq prix : artiste du rock, dessin de la pochette, chanson de l’année, vidéo-clip et album de l’année. Une année plus tard, lors de l’édition des Grammy Latinos, l’artiste est reconnu avec le prix au meilleur album de rock vocal pour cet album.
En janvier 2009, Andrés Calamaro offre un album inédit : Nada se pierde, plein de morceaux inconnus. Plus tard, au milieu de la tournée de 2009, le musicien lance sa première Anthologie intitulée Andrés, obras incompletas. Elle contient les meilleures chansons des 10 dernières années de sa vie artistique, une sélection des versions d’autres musiciens, et aussi l’enregistrement de 36 morceaux inédits de l’époque post-Salmón choisis à l’occasion par Calamaro lui-même.

### Depuis 2010

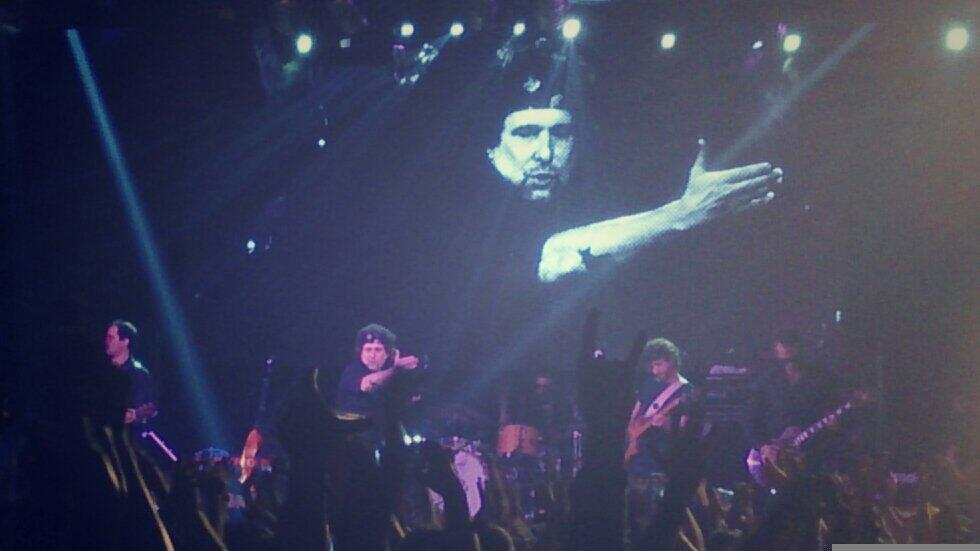
Andrés Calamaro à la Sala Riviera (Madrid), pendant le Bohemio Tour 2014.

En juin 2010 sort On the rock : dans l'idée d'enregistrer un LP en studio avec ses compagnons de tournée, Calamaro invite des artistes tels que Calle 13, El Langui, Diego el Cigala, Bunbury, Niño Josele, Loquillo, Pereza et Jerry González. L'album reprend des chansons cambodgiennes comme El perro et de nouvelles comme Te extraño. La semaine de sa sortie, il atteint la première place des charts Espagne. Le 23 juillet 2010, il épouse Julieta Cardinali. Il divorce peu de temps après.
Après une tournée réussie, il sort en décembre les prochains singles de l'album, qui sont Bohemio, Rehenes et Plástico fino. Au cours des mois d'octobre et novembre 2014, il part en tournée avec le musicien espagnol Enrique Bunbury donnant des concerts dans plusieurs villes du Mexique.
Fin octobre 2016, Calamaro annonce la sortie de son album Volumen 11, publié le 2 décembre. En novembre 2018, il publie son quinzième album studio, Cargar la suerte, qui est salué par la critique et est comparé à ses œuvres les plus emblématiques telles que Honestidad brutal.
En février 2021, il sort avec C. Tangana la chanson Hong Kong, qui est incluse dans l'album El Madrileño de Tangana. Il apparaît également dans le clip officiel de la chanson. Plus tard, en mai 2021, il sort l'album Dios los cría, où il reprend dix de ses propres chansons avec d'autres artistes : Julio Iglesias, Alejandro Sanz, Milton Nascimento, Raphael, Manolo García, Vicente Amigo, Juanes, Julieta Venegas et Carlos Vives, parmi d'autres.

## Discographie

### Albums studio
- 1984 : Hotel Calamaro (es)
- 1985 : Vida cruel (es)
- 1988 : Por mirarte (es)
- 1989 : Nadie sale vivo de aquí (es)
- 1997 : Alta suciedad (es)
- 1999 : Honestidad brutal (es)
- 2000 : El Salmón (es)
- 2004 : El cantante (es)
- 2006 : Tinta roja (es)
- 2006 : El palacio de las flores (es)
- 2007 : La lengua popular (es)
- 2010 : On the rock (es)
- 2013 : Bohemio (es)
- 2016 : Volumen 11 (es)
- 2018 : Cargar la suerte (es)

### Albums live
- 2005 : El regreso (es)
- 2006 : Made in Argentina - Made in Spain (es)
- 2008 : Dos son multitud (es) (avec Fito y Fitipaldis)
- 2014 : Jamón del medio
- 2014 : Pura sangre DVD
- 2015 : Hijos del Pueblo (es) (avec Enrique Bunbury)

### Compilations
- 1993 : Grabaciones encontradas, vol. 1
- 1996 : Grabaciones encontradas, vol. 2
- 1997 : Completo
- 1998 : Inéditos + rarezas + canciones
- 2001 : Lo mejor de Andrés Calamaro
- 2001 : Duetos
- 2001 : 81 - 91 Solo editado en España
- 2009 : Obras incompletas
- 2011 : Salmonalipsis now
- 2016 : Romaphonic Sessions - Grabaciones encontradas, vol. 3 con Germán Wiedemer

### Avec Los Abuelos de la Nada
- 1982 : Los Abuelos de la Nada
- 1983 : Vasos y besos
- 1984 : Himno de mi corazón
- 1985 : En directo desde el Ópera

### Avec Los Rodríguez
- 1991 : Buena suerte
- 1992 : Disco pirata
- 1993 : Sin documentos
- 1995 : Palabras más, palabras menos
- 1996 : Hasta luego (compilation)
- 2001 : Para no olvidar (compilation)